# Dendrobium incurvum
Dendrobium incurvum är en orkidéart som beskrevs av John Lindley. Dendrobium incurvum ingår i släktet Dendrobium, och familjen orkidéer. Inga underarter finns listade i Catalogue of Life.